# Aflição
A aflição é um sentimento de agonia, sofrimento intenso, preocupação ou desassossego por alguma causa ou coisa em que vá afetar a vida direta, ou indiretamente.
Aflição é ainda a sensação de que algo "não está certo", ou de que alguma coisa errada ou traumática possa acontecer.